# Акридиновый оранжевый
Акридиновый оранжевый (3,6-бис(диметиламино)акридин) — органическое соединение, основный акридиновый краситель с химической формулой C17H19N3. Оранжевый или красный порошок, легко растворимый в воде и спирте. Применяется в микроскопии для окраски препаратов.
Синонимы: акридиновый оранжевый 2G, L, LP, R, RRR, RS, N, NO, эухризин 3R, 3RX, родулиновый оранжевый N, NO.

## Свойства
Мелкие кристаллы, имеющие цвет в диапазоне от оранжевого до тёмно-красного. Легко растворим в воде, этиловом спирте, не растворим в петролейном эфире. При растворении в воде образуется красный раствор, который затем меняет цвет на оранжевый и приобретает зелёную флуоресценцию.
При растворении в соляной кислоте даёт раствор красного цвета, в концентрированной серной кислоте — бесцветный с зелёной флуоресценцией, в растворах гидроксида натрия выпадает жёлтый осадок.

## Получение
Синтезируют реакцией N,N-диметил-м-фенилендиамина с глицерином и щавелевой кислотой. В качестве реактива выпускается в нескольких формах — в виде солянокислой соли, двойной солянокислой соли с хлоридом цинка и солянокислой соли с хлоридами натрия и цинка.
Из акридинового оранжевого путём нитрирования, восстановления и окисления получают производные основные красители, имеющие цвет от коричневого до фиолетового.

## Применение
Применяется в гистохимии, микроскопии и бактериологии. Используется для выявления нуклеиновых кислот и мукополисахаридов, пригоден для прижизненного окрашивания, окрашенные препараты пригодны для наблюдения как в естественном, так и в ультрафиолетовом свете. При окраске ядер живых клеток в ультрафиолетовом излучении наблюдается зелёное свечение, мёртвых — оранжево-красное.
Используется в крашении, давая оранжевый цвет с зелёной флуоресценцией на шёлке, также применяется для печати по ситцу и окраски кожи.